# Којсина
Којсина је насељено место у Босни и Херцеговини у општини Крешево. Административно припада Федерацији Босне и Херцеговине, односно њеном Средњобосанском кантону. Према попису становништва из 2013. у насељу је било 182 становника, а већинску популацију чинили су Хрвати.

## Становништво
По последњем службеном попису становништва из 2013. године у овом насељу живело је 182 становника, а село је било етнички хомогено са већинском хрватском популацијом.
| Националност | 2013. | 1991.        | 1981.        | 1971.        |
| Бошњаци      | —     | 1 (0,44%)    | 0            | 1 (0,35%)    |
| Хрвати       | —     | 220 (97,35%) | 264 (99,62%) | 284 (99,30%) |
| остали       | —     | 5 (2,21%)    | 1 (0,37%)    | 1 (0,35%)    |
| Укупно       | 182   | 226          | 265          | 286          |